# Synpalamides chelone
Espèce
Synonymes
- Castnia chelone Hopffer, 1856

Synpalamides chelone est une espèce de lépidoptères de la famille des Castniidae.

## Répartition
On trouve cette espèce au moins au Mexique.